# The Songs of Distant Earth
A The Songs of Distant Earth (magyarul: A távoli Föld dalai) Mike Oldfield 1994-es, tizenötödik nagylemeze.
A lemez Arthur C. Clarke azonos című tudományos-fantasztikus regénye alapján készült. A lemezre egy multimédiás számítógépes játék is rákerült, melyen videóklipeket is meg lehet tekinteni.
A mű alapvetően instrumentális. Hangulatára a sci-fi jellemző, emellett felfedezhető benne az Enigma és a világzene hatása is. A novella főbb mozzanatai a számcímeken túl effektekben, felhasznált szövegekben és egyéb zenei eszközök segítségével is kifejeződnek.
Mike Oldfield már hosszú évek óta kiemelt figyelmet szentelt a látványnak és a számítástechnikának. Ennek egyik legkorábbi jele az 1987-es Islands album volt, melynek teljes anyagához videóklipet készíttetett. A több mint 20 perces Wind Chimes klipjében számtalan ötletét felhasználták. A számítástechnika és a grafika fejlődésének köszönhetően a The Song of Distant Earth idejére már professzionálisabb vizuális megjelenés készülhetett. Ez a fajta érdeklődés tükröződött a számítógépes játék elkészítésében is. (És később majd tovább is fejlődött a 2002-es Tr3s Lunas és további számítógépes játékok Oldfield általi elkészítésével.)
A lemezt nagy örömmel fogadták a rajongók. A Let There Be Light instrumentális szerzemény videóklipje gyakran szerepelt a zenei tévéadók műsorán.

## Számok
1. "In the Beginning" – 1:24
2. "Let There Be Light" – 4:57
3. "Supernova" – 3:23
4. "Magellan" – 4:40
5. "First Landing" – 1:16
6. "Oceania" – 3:19
7. "Only Time Will Tell" – 4:26
8. "Prayer for the Earth" – 2:09
9. "Lament for Atlantis" – 2:43
10. "The Chamber" – 1:48
11. "Hibernaculum" – 3:32
12. "Tubular World" – 3:22
13. "The Shining Ones" – 2:59
14. "Crystal Clear" – 5:42
15. "The Sunken Forest" – 2:37
16. "Ascension" – 5:49
17. "A New Beginning" – 1:37

## Zenészek
A teljes művet Mike Oldfield adja elő, az alábbi közreműködők segítségével:
- Pandit Dinesh – tablá
- Molly Oldfield – billentyűs hangszerek
- Cori Josias, Ella Harper, David Nickless, Roame, a 'Verulam Consort' és a 'The Tallis Scholars' tagjai – vokál

Utólagos programozás: Eric Cadieux.
Utólagos dobszekvenciák: Mark Rutherford, Sugar 'J'.
Felhasznált felvételek:
- Bill Anders, az Apollo–8 űrhajósa felolvas a Bibliából (A teremtés könyve), miközben a Hold körül kering, 1968 Karácsonyán. (James Lovell és Frank Borman űrhajósok társaságában.)
- Lapp ének – ("Prayer for the Earth") Zeneszerző és előadó: Nils-Aslak Valkeapaa. (Az 1987-es, Ofelas (magyarul: Nyomkereső) című norvég filmből.)
- Mike Joseph – önhipnózis kazetta.
- Vahine Taihara – Tubuai kórus.

## Produkció
- Producer, hangmérnök: Mike Oldfield
- Segéd hangmérnökök: Gregg Jackman, Steve MacMillan, Tom Newman
- Technikus: Richard Barrie
- Köszönet: Rosa Suarez, Clive Banks, Moira Bellas, Jeremy Parker

## Érdekességek
- A CD lemez alatt, a hátsó borító belső felén Arthur C. Clarke szövege olvasható, melyben regényének megírásáról és Oldfield művéről beszél. A végén ez olvasható: "Mivel a regény fináléja egy zenei koncert, nagyon örültem, mikor Mike Oldfield elmondta nekem, hogy szeretne komponálni egy művet ennek hatására. Különösen nagy benyomással volt rám a The Killing Fields zenéje, és most, hogy meghallhattam a The Songs of Distant Earth lemezt, úgy érzem, túlszárnyalta az elvárásaimat. Üdvözöllek újra az űrben, Mike: van ott kinn elég hely!"